# Епархия Ибарры
Епархия Ибарры (лат. Dioecesis Ibarrensis) — епархия Римско-католической Церкви с центром в городе Ибарра в Эквадоре.

## Территория
Епархия включает в себя территорию провинции Имбабура в Эквадоре. Входит в состав митрополии Кито. Кафедральный собор Святого Августина находится в городе Ибарра. Территория диоцеза разделена на 61 приход. В епархии служат 87 священников (67 приходских и 20 монашествующих), 3 диакона, 41 монах, 219 монахинь.

## История
Епархия Ибарры была создана 29 декабря 1862 года на части территории архиепархии Кито римского папы Пия IX. Во время землетрясения 1868 года кафедральный собор был разрушен и восстановлен в 1872 году. 17 марта 1965 года на части территории диоцеза была основана епархия Тулькана.

## Ординарии
- Педро-Рафаэль Гонсалес-Калисто (29.9.1876 — 15.6.1893), назначен архиепископом Кито;
- Федерико Гонсалес-и-Суарес (30.7.1895 — 14.12.1905), назначен архиепископом Кито;
- Ульпиано-Мария Перес-и-Кинонес (8.5.1907 — 7.12.1916), назначен епископом Боливара;
- Альберто-Мария Ордоньес-Креспо (4.12.1916 — 5.12.1930), назначен епископом Боливара;
- Алехандро Паскель (18.12.1931 — 18.9.1934);
- Сезар-Антонио Москера-Корраль (18.9.1936 — 11.10.1954), назначен епископом Гуаякиля;
- Сильвио-Луис Аро-Альвеар (23.3.1955 — 28.6.1980);
- Хуан-Игнасио Ларреа-Ольгин (28.6.1980 — 5.8.1983), назначен титулярным епископом Нови;
- Луис-Освальдо Перес-Кальдерон (21.8.1984 — 22.9.1989);
- Антонио Арреги-Йарса (25.7.1995 — 7.5.2003), назначен архиепископом Гуаякиля;
- Хулио-Сезар Теран-Дутари, S.J. (14.2.2004 — 25.3.2011);
- Вальтер-Дарио Магги (25.3.2011 — 13.10.2018, в отставке);
- Сегундо Рене Коба Галарса (12.12.2019 — по настоящее время).